# J.A. Hedbergs byst

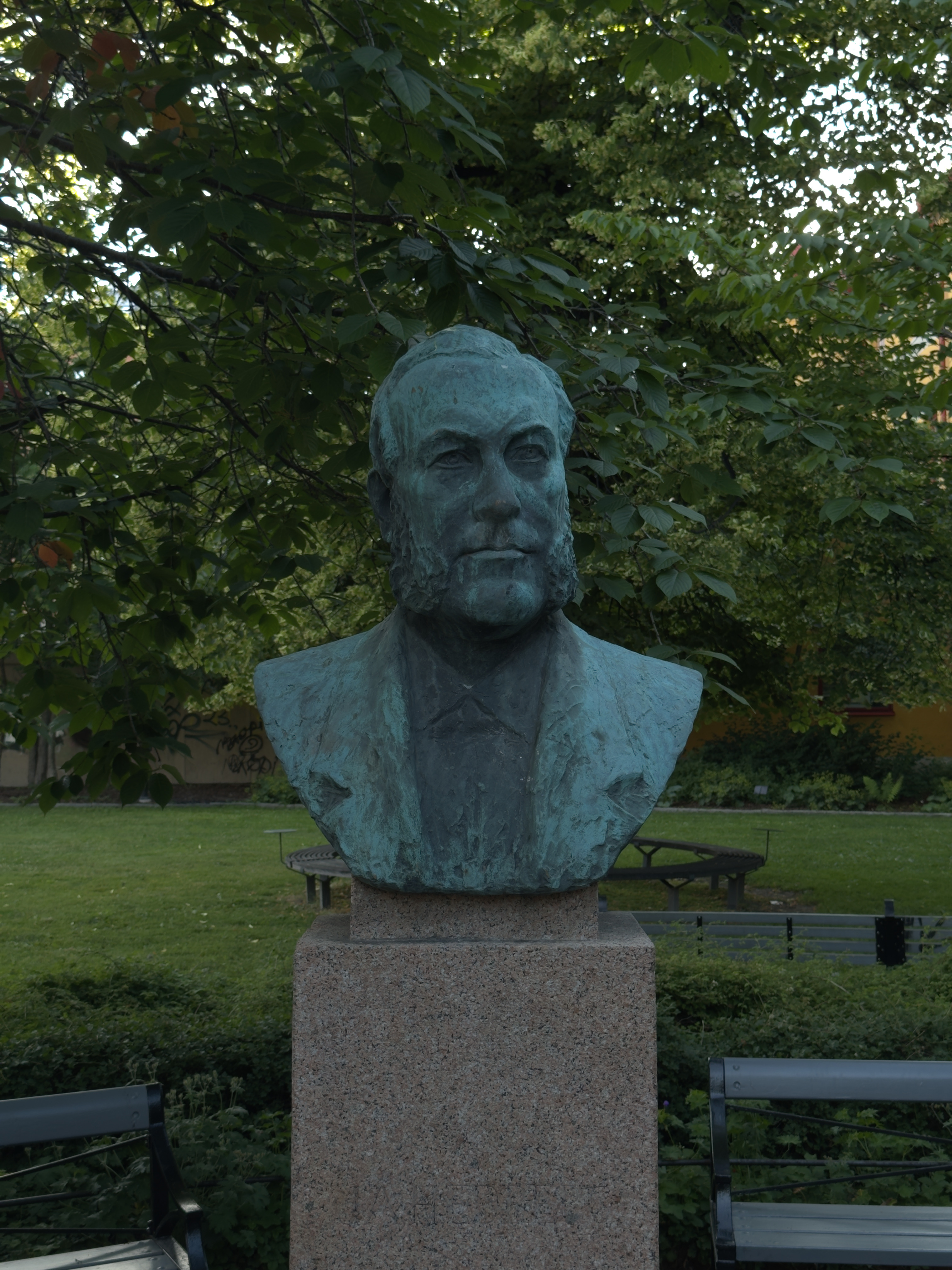
Johan August Hedbergs porträttbyst i juli 2024.

J.A. Hedbergs byst är en porträttbyst av Johan August Hedberg i Hedbergska parken i Sundsvall. Det var Johan August Hedberg som möjliggjorde parkens tillkomst genom att han förvärvade och sedan skänkte marken till Sundsvalls stad. Skulpturen restes sommaren 1931 och är ett verk av den Sundsvallsfödde konstnären Gustav Adolf Hedblom. Porträttbysten är en gåva till Sundsvalls stad från bankdirektören Erik Berggren.
Porträttbysten står på en 135 cm hög sockel i ragundagranit.